# دولت أباد (فراشبند)
دولت أباد (بالفارسية: دولت‌آباد) هي قرية تقع في قسم دجغاه الريفي في إيران. يقدر عدد سكانها بـ 951 نسمة بحسب إحصاء 2016.